# Транспорт в Виннипеге
Основные виды транспорта в Виннипеге (2016)
 автомобиль (водитель) (72 %) общественный транспорт (14 %) автомобиль (пассажир) (7 %) пешеходы (4,5 %) велосипед (1,5 %) прочие виды транспорта (1 %)
Транспорт в Виннипеге представлен несколькими видами перевозчиков, как частных, так и государственных.
Согласно официальным статистическим данным, в 2016 году основными видами транспорта в Виннипеге были: автомобиль (в качестве водителя) — 72 %, общественный транспорт — 13 %, автомобиль (в качестве пассажира) — 7 %, пешком — 4,5 %, велосипедный транспорт — 1,5 %, другие виды транспорта — 1 %.
Доля транспорта в структуре эмиссии парниковых газов в провинции Манитоба в 2021 году составила более трети всех непромышленных выбросов (38 %). В Виннипеге в 2016 году доля эмиссии парниковых газов за счёт транспорта составляла 48 % или, в абсолютном выражении, 6,2 тонны углекислого газа на человека. По этой причине администрация Виннипега поставила задачу повысить привлекательность общественного транспорта для жителей города.

## Ранний период истории транспорта
Коренное население столетиями использовало развитую естественную сеть водных путей на территории современной Манитобы.
Слияние рек Ред-ривер и Ассинибойн, где сейчас находится центр Виннипега, представляло удобную площадку для развития торговли между автохтонным населением и европейцами: товары можно было поставлять и отправлять на деревянных каноэ и лодках.
В XIX веке для перемещения вдоль Ред-ривер использовался гужевой транспорт, в качестве животных использовались быки, а телеги строились из подручных материалов.
Виннипег приобрел статус города 8 ноября 1873 года, с этого времени он растет и расширяется, что означает также развитие и расширение транспортной системы.

## Скоростные и автомобильные дороги
Виннипег расположен в месте слияния двух крупных рек — Ред-ривер и Ассинибойн, поэтому в первые же годы возникла необходимость в строительстве мостов. Также понадобилось сооружение дополнительных конструкций — надземных и подземных железнодорожных путей и автомобильных развязок. С развитием уличной сети появилась потребность в прокладке сети трубопроводов для многочисленных ручьев на городской территории.
По состоянию на 2023 год в городе насчитывается:
- 49 автомобильных мостов через реки и водные преграды
- 17 автомобильных эстакад
- 49 пешеходных мостов
- 25 железнодорожных подземных развязок
- 1 шоссейный уровень подземной развязки
- 6 подземных пешеходных переходов
- 71 крупный трубопровод
- 231 дорожный знак над дорожным полотном
- 73 конструкции для сокращения числа аварий
- 340 дорожных знаков на обочине
- 8 шумовых экранов
- 5 конструкций для укрепления склонов[4].

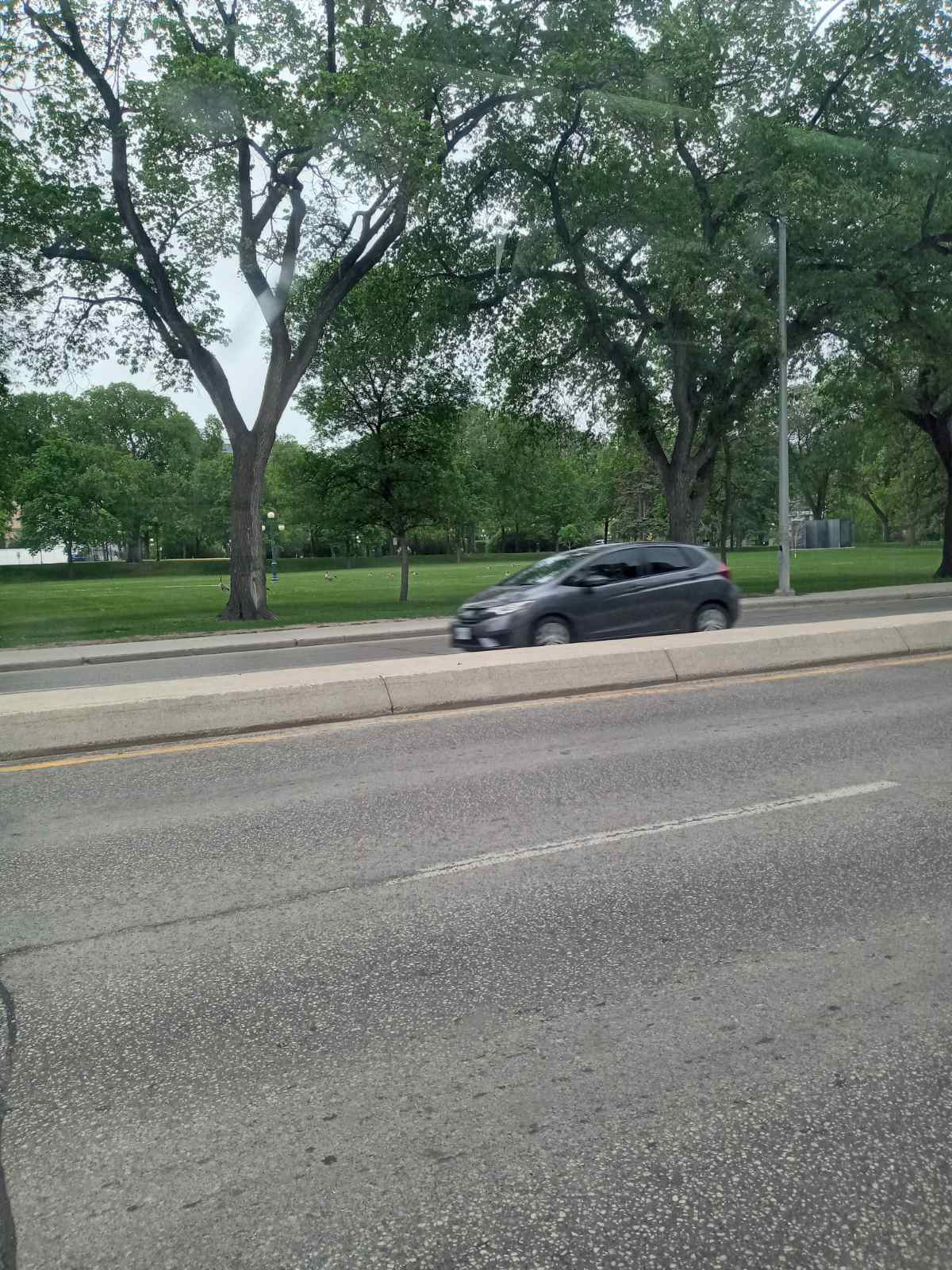
Машина на одной из улиц Виннипега

Примечательным местом в Виннипеге является Confusion Corner — сложный перекрёсток, где четыре транспортные артерии и выделенная автобусная полоса Виннипег Транзит образуют ромб на пересечении четырех дорог с односторонним движением и Осборн-стрит. Многие улицы в центре города также имеют одностороннее движение, что часто усложняет навигацию. Однако за пределами центра города одностороннее движение в Виннипеге встречается редко.
В зонах возле школ могут широко применяться камеры автоматического контроля, вне зависимости от того, есть ли скоростное ограничение.
Уникальной особенностью Виннипега в сравнении с другими крупными городами является отсутствие скоростных магистралей в зонах с жилой застройкой. С 1958 года разрабатывался план, предусматривающий систему скоростных магистралей, в том числе, проходящих через центр города. В 1968 году было проведено масштабное исследование транспорта на территории агломерации. Однако план встретил жесткое сопротивление и так и не был реализован полностью (хотя расположение сегодняшних транспортных артерий города в целом повторяет предложенную в плане структуру).
Виннипег стал одним из первых крупных канадских городов, где была построена скоростная кольцевая автомобильная дорога (получившая название Периметр).

## Общественный транспорт

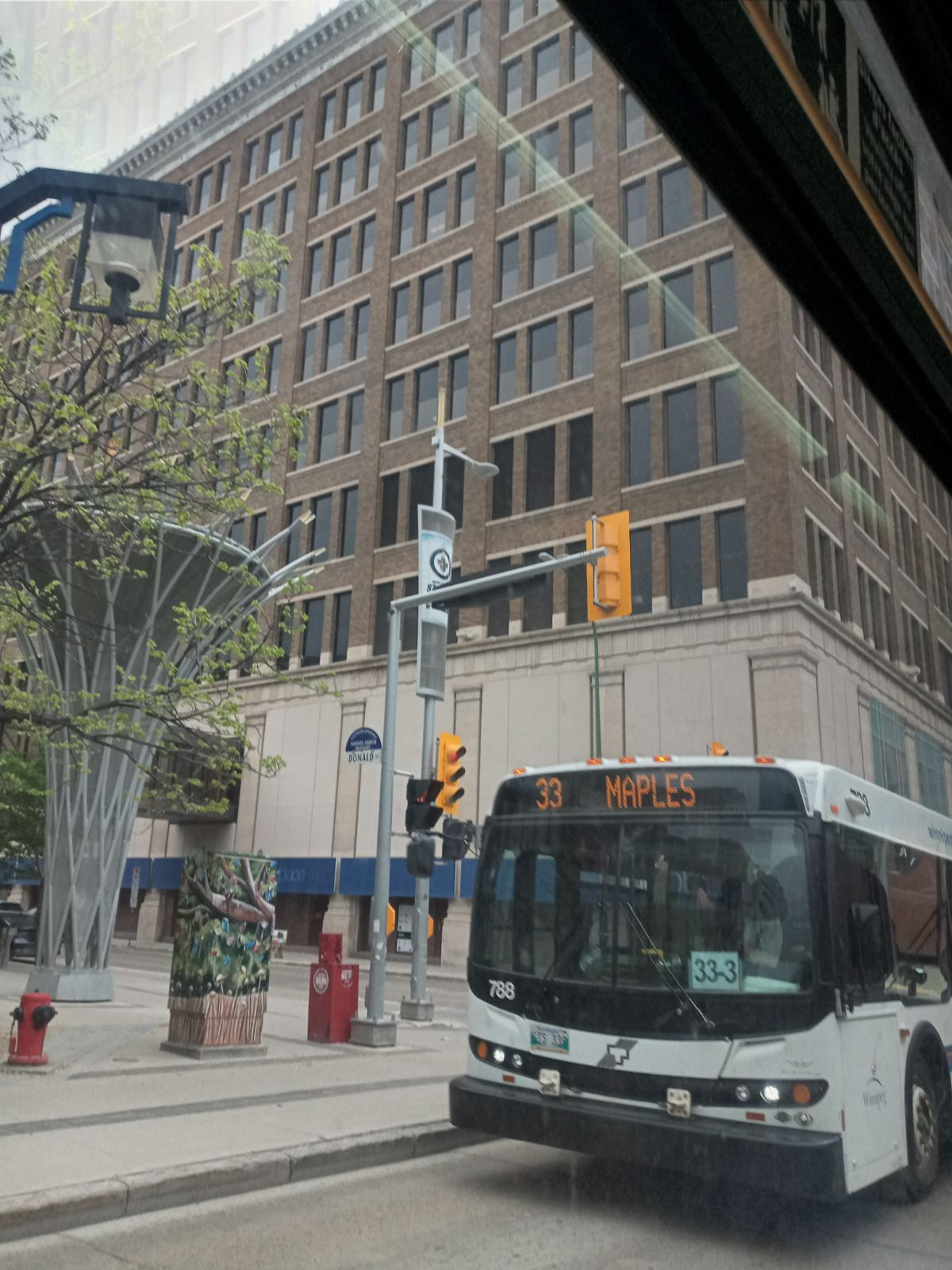
Автобус в центральной части Виннипега

Общественный транспорт в Виннипеге c 1880-х годов был представлен конками, а затем — электрическим уличным транспортом: с 1891 по 1955 год — трамваем, с 1938 по 1970 — троллейбусом. В настоящее время весь городской транспорт представлен дизельными автобусами. В 2016 году его услугами пользовались 14 % всех жителей города, которые регулярно добираются на работу транспортом. Сегодня городская администрация ставит перед собой цель сделать общественный транспорт наиболее привлекательной и предпочтительной альтернативой для всех жителей города.

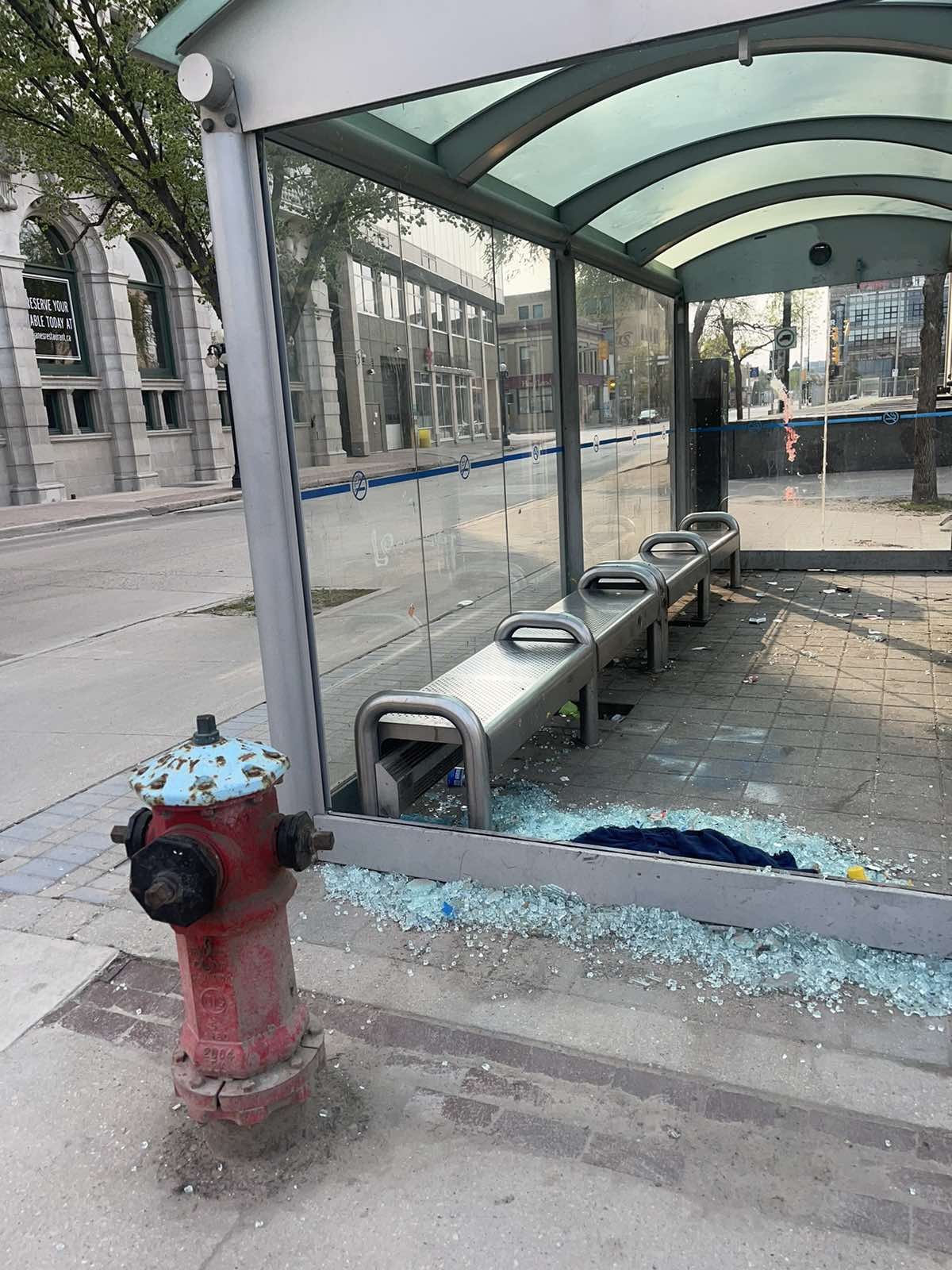
Разбитая автобусная остановка в центре Виннипега

Также в Виннипеге работают несколько крупных автопроизводителей, которые поставляют автобусы для Нью-Йорка, Ванкувера, других городов Британской Колумбии.
По состоянию на 2019 год автобусная сеть Виннипега представлена 87 маршрутами, которые обслуживаются автопарком из 640 низкопольных дизельных автобусов. Основные маршруты работают с 5:30 утра до 2 часов ночи с понедельника по субботу и до полуночи в воскресенье. Все маршруты делятся на три типа: основные маршруты, связывающие центр города с пригородами и следующие со всеми остановками; экспресс-маршруты, работающие в час пик; пригородные автобусы, охватывающие территории со сравнительно низким пассажиропотоком.
Суммарный пассажиропоток в 2019 году составил 48 770 208 человек, средний дневной пассажиропоток — 171 290 человек. В 2020 году из-за ограничений, вызванных COVID-19, суммарный пассажиропоток сократился до 24 788 797 человек, в 2021 году падение пассажиропотока продолжилось до 21 465 663 человек. Это привело к прогнозированию бюджетного дефицита в отрасли в размере 14,7 млн долларов. С 2022 года началось восстановление пассажиропотока, увеличение деловой активности, в связи с этим администрация города приняла решение вернуть интервалы движения транспорта к значениям 2019 года.
В городе предусмотрено 5 170 автобусных остановок, 870 крытых остановочных павильонов, из которых 121 — обогреваемые.
До 2016 года на территории аэропорта Виннипег Джеймс Армстронг Ричардсон располагался автобусный терминал, обслуживающий маршрут Виннипег — Селкирк.

## Пешеходная инфраструктура и велосипедный транспорт
Развитие пешеходной и велосипедной инфраструктуры является одним из приоритетных направлений для городской администрации. На ряде маршрутов наряду с традиционными светофорами используются специальные пешеходные светофоры. В городе также предусмотрены дорожки, которые пешеходы делят с велосипедистами. Пешеходы в Виннипеге имеют приоритет: и автомобили, и велосипедисты обязаны уступать им дорогу на перекрёстках, также велосипедисты обязаны пропускать пешеходов на общих дорожках.
В 2019 году в городе появилась велосипедная инфраструктура, включающая велосипедные дорожки, выделенные велополосы, велосипедные светофоры. Также Виннипег стал одним из первых канадских городов, где велодорожки добавили на карты Google.
Выделенные велополосы расположены у правого края проезжей части, однако физически отделены от полос для автомобильного движения. Они могут быть как односторонними, так и двусторонними и не зависят от направления движения автотранспорта. Автобусы в Виннипеге оборудованы специальными местами для велосипедистов (по 2 места на автобус), велосипедисты пользуются правом провоза велосипедов в общественном транспорте в любое время года, кроме зимы.
Ежегодно администрация города в партнерстве с несколькими организациями печатает карту велосипедной инфраструктуры Виннипега, также проводится Велонеделя Виннипега, призванная стимулировать жителей города использовать велосипеды.

## Аэропорты
В настоящее время Виннипег обслуживается международным аэропортом Виннипег Джеймс Армстронг Ричардсон (ИАТА: YWG, ИКАО: СYWG). Новый пассажирский терминал аэропорта был введен в эксплуатацию в 2010 году, старый терминал, который был построен в 1960-е годы, разрушен. Аэропорт входит в национальную систему аэропортов Канады, работает 24/7, пассажиропоток до 2020 года составлял около 4,4 млн человек. С 1937 по 1949 гг. в аэропорту базировалась штаб-квартира Эйр Канада, которая затем была перенесена в международный аэропорт имени Пьера Эллиота Трюдо в Монреале.
Грузовой терминал аэропорта является вторым по объему грузооборота в Канаде и обслуживает грузовые перевозки в режиме 24/7. Основные перевозчики: Air Canada Cargo, Canada Post, Cargojet, FedEx, Purolator, UPS. Аэропорт является единственным международным аэропортом между Торонто и Калгари и может принимать большие грузовые самолёты. На долю авиационных грузоперевозок в ВРП провинции Манитоба в 2018 году приходилось 373 млн канадских долларов.

## Такси
В Виннипеге работает несколько крупных таксопарков. Ожидается, что половина жителей города пользуется услугами такси по меньшей мере раз в год. По состоянию на 2015 год в Виннипеге приходилось 1 такси на 1252 жителя, в то время как в среднем в Канаде 1 такси приходилось на 860 жителей.
С 1992 года в центре города работает водное такси Splash Dash. Из-за повышения уровня воды в канадских реках водное такси периодически испытывает сложности с использованием своей пассажирской инфраструктуры (причалы, платформы) и вынуждено сокращать время работы. Существуют планы по расширению маршрутной сети водного такси Виннипега.

## Железнодорожный транспорт

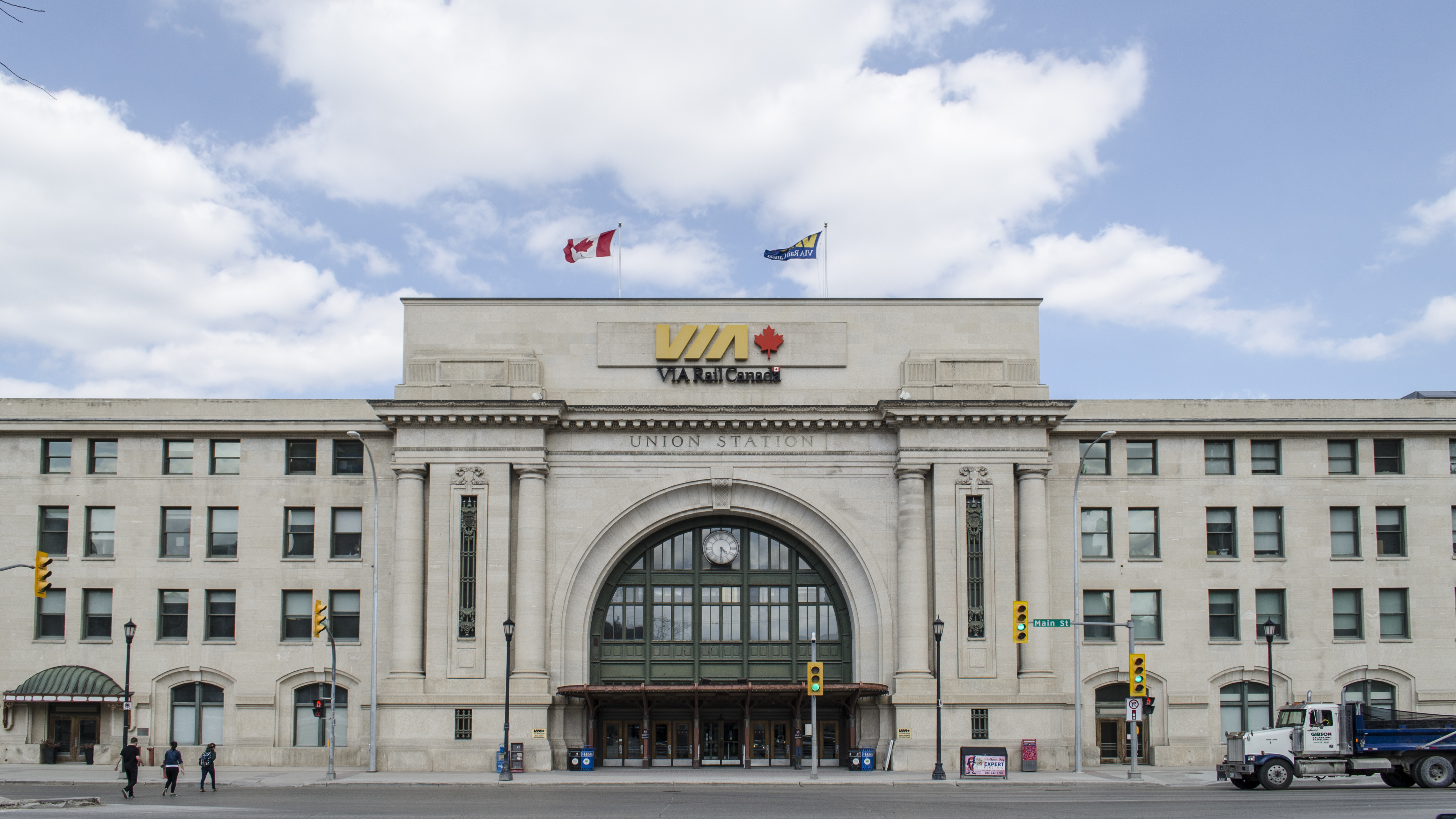
Центральный вход на Юнион-Стейшн Виннипег

В железнодорожных перевозках в Виннипеге заняты около 5000 человек. Доля железнодорожного транспорта в ВРП провинции Манитоба в 2018 году составляла 763 млн канадских долларов.
Виннипег является единственным городом на территории между Ванкувером и Тандер-Бей, имеющим прямое сообщение с США. Это единственный крупный город в Канадских прериях, который обслуживается тремя континентальными линиями первого класса: Канадской национальной железной дорогой, Канадской тихоокеанской железной дорогой и BNSF. Также работают Виа Рейл и Центральная железная дорога Манитобы.
Канадская тихоокеанская и Канадская национальная железные дороги сыграли важную роль на ранних этапах развития Виннипега как города. В Виннипеге Канадской национальной железной дороге принадлежит одна из крупнейших сортировочных станций не только в Канаде, но и в мире, Симингтон-Ярд.

## Перехватывающие парковки
Система общественного транспорта Виннипега предлагает 11 перехватывающих парковок, работающих по будним дням с 6 утра до 6 вечера.